# Carnivine
Carnivine és un personatge fictici de la franquícia de videojocs de Pokémon, així com d'altres jocs i productes derivats. Carnivine és un Pokémon de tipus Planta introduït en la quarta generació. El seu nom prové de les paraules angleses carnivore i vine. Es penja de les branques dels arbres amb els seus tentacles i espera les preses amb la boca oberta.

## En els videojocs
El joc en el que va aparèixer per primera vegada va ser en la saga del Diamant. En aquests jocs es pot atrapar a Carnivine en el Gran Pantano amb un 10% d'aparició.
En Pokémon Go és un dels pocs Pokémon regionals, és a dir, només es pot atrapar si et desplaces físicament a un lloc específic. En el cas d'aquest Pokémon es pot trobar al sud de Estats Units.